# Johann Neuhauser (Kanzler)
Johann Neuhauser (auch Newnhauser, Newnhawser, Neunhauser oder Nonhauser; † 26. Januar 1516 in München, Herzogtum Bayern) war ein bayerischer Staatsmann.

## Leben
Neuhausers Geburtsort ist unbekannt. Teilweise wird München genannt, es gibt jedoch keinen Nachweis über seinen Geburtsort. Auch seine Bildungsbiographie beruht in weiten Teilen auf ungesicherten Angaben, so soll er die Klosterschule der Abtei Benediktbeuern besucht und in Rom studiert haben. Wohl erhielt er 1473 den Magistergrad. Um 1485 trat er dann als Decretorum Doctor auf, 1495 als Doktor beider Rechte.
Neuhauser wurde wahrscheinlich 1460 Domherr in Regensburg, bevor er 1473 zum Domdechant am Regensburger Dom aufstieg und für Herzog Albrecht IV. von Bayern eine erste diplomatische Mission in Rom leitete. Das Amt des Domdechanten hatte er bis 1513 inne. Weitere Missionen brachten ihn 1477 nach Holland sowie 1484 und 1487 nach Italien. Von 1487 bis 1501 war er Dekan bei St. Peter in München, ebenso war er von 1487 bis 1492 Domherr am Freisinger Dom.
Neuhauser wurde 1488 zum Kanzler des Herzogtums Bayern-München ernannt. Nach der Wiedervereinigung der bayerischen Herzogtümer wurde er 1505 der erste Kanzler des Gesamtherzogtums Bayern. Das Amt hatte er inne, bis er 1515 am bayerischen Hof in Ungnade fiel. Er war Teil der Vormundschaftsregierung von Wilhelm IV. von Bayern. Zu seinen Verdiensten zählen die Herstellung einheitlicher Rechtsverhältnisse im wiedervereinigten Herzogtum, wobei er am Primogeniturgesetz und an der Bayerischen Landesordnung von 1516 beteiligt war, sowie die Einrichtung des Kollegiatstifts an der Frauenkirche in München 1495. Er wurde 1495 der erste Propst des Stifts. 1505 wurde er außerdem zum Propst des Kollegiatstifts Altötting ernannt.

## Schrift
Von Neuhauser ist eine Schrift bekannt, die unter unterschiedlichen Titel verzeichnet ist:
- Ad Innocentium VIII. pollicitae oboedientiae oratiuncula, Plannck, Rom nach 1485.
- Illustrissimi principis Alberti Bauarie Ducis Ad Innocentiū octauū Pont. max. oratoris pollicite obedientie oratiuncula, Plannck, Rom 1485.